# Norma ne-imperativă
Norma ne-imperativă este acea normă juridică a cărei conținut poate să nu fie luată în considerare în sfera de acțiune a principiului juridic autonomia de voință. Perimetrul său normativ se reduce astfel, la cazurile în care indivizii intre ei, nu stabilesc reguli distincte fata de cele dispuse în mod legal.
Trebuie adăugat faptul că acest tip de norme sunt caracteristice materiei juridice Drept privat⁠(d), parcelă juridică predominată de voința liberă a indivizilor la momentul când operează stabilirea de raporturi juridice intre ei. În orice caz, cea mai mare parte a doctrinei este de acord că are o aplicare pur și simplu nulă, în domeniul materiei juridice numite Drept Public. 
Cu toate acestea, există autori care susțin că "norma ne-imperativă" ar opera și în Dreptul Public, acolo unde există, de asemenea, o anumită marjă în care și-ar face simțit prezența conceptul autonomia de voință. În orice caz, această poziție tinde să fie respinsă prin trimiterea la confuzia care se face între capacitatea ne-imperativă și norma ne-imperativă. Astfel, distincția între aceste concepte dă naștere la o anume controversă doctrinală.